# Bengt Pettersson (konstnär)
För andra betydelser, se Bengt Pettersson (olika betydelser).
Bengt Gustav Pettersson, född 13 februari 1931 i Vibyggerå socken i Västmanlands län, död 23 oktober 2004 i Munka-Ljungby, var en svensk målare och grafiker.
Han var son till köpmannen Elfrid Pettersson och Axia Lindqvist samt från 1952 gift med konstnären Merete Thejll. Pettersson studerade konst för Marie Wadskjær i Köpenhamn 1948–1949 och vid Det Kongelige Danske Kunstakademi 1949–1951 samt under studieresa till Barcelona. Tillsammans med Yngve Sebastian ställde han ut i Köpenhamn 1950 och tillsammans med A W Ekelund på Örebro konsthall 1953 samt tillsammans med Christian Paulsen i Malmö 1955. Han medverkade i Kunstnernes efterårsudstilling i Köpenhamn ett flertal gånger och i flera av Skånes konstförenings utställningar.
Han var en av stiftarna till konstgruppen Grupp R och medverkade i gruppens utställningar i Helsingborg, Örebro, Växjö och Malmö och han medverkade i ett flertal samlingsutställningar på Liljevalchs konsthall i Stockholm. Tillsammans med sin hustru ledde han 1965–1969 konst- och kulturcentret Recreation Building i minstaden Yekepa i Liberia samt studielektor i konst och design på Køge Gymnasium i Danmark åren 1969–1996.[källa behövs]
Hans konst består av formkompositioner som gränsar till kubism, och groteska figurer. Pettersson är representerad vid Malmö museum, Kalmar konstmuseum och Smålands museum i Växjö.